# Jorge Marabotto
Jorge Marabotto Lugaro (2 de agosto de 1934- 31 de enero de 2019) fue un magistrado uruguayo, ministro de la Suprema Corte de Justicia de su país entre 1990 y 2000.

## Biografía
Tras graduarse como abogado en la Universidad de la República, ingresó al Poder Judicial como Juez de Paz en septiembre de 1964, en la ciudad de Artigas. Pasando luego a desempeñarse, desde 1965, como Juez Letrado en dicha localidad y, en 1966 se lo traslada como Juez Letrado a Carmelo. Con posterioridad, estuvo a cargo del Juzgado Ldo. de Pando desde 1969, para ser nombrado en 1971 Juez Letrado de Instrucción 2do. Turno (en materia penal) en Montevideo. En 1974 fue designado por un breve período como Juez Letrado de Aduana, antes de su designación como Juez Letrado en lo Civil de 17mo. Turno en la capital uruguaya.
En 1981 fue ascendido al cargo de ministro del Tribunal de Apelaciones en lo Civil de 1.er Turno, en el que permaneció durante casi diez años.
En marzo de 1990 la Asamblea General lo designó como ministro de la Suprema Corte de Justicia en reemplazo del ministro Nelson Nicoliello, que había cesado en su cargo en diciembre de 1989.
Ocupó la presidencia de la Corte en dos oportunidades, durante los años 1993 y 1998 respectivamente. Abandonó el máximo órgano judicial uruguayo en marzo de 2000, al completar 10 años en el cargo, que es el plazo que establece la Constitución de la República como máximo de permanencia en el mismo.
Especialista en Derecho Procesal, fue docente de dicha disciplina en la Facultad de Derecho de la Universidad de la República y autor de numerosas publicaciones en relación con temas de su especialidad. También lo fue de la materia Técnica Forense, comenzando precisamente en esta Cátedra, y siendo autor de variados artículos sobre temas referidos a la misma.